# Чишу Рју
Чишу Рју (јап. 笠 智衆; округ Тамана, 13. мај 1904 — Јокохама, 16. март 1993) био је јапански глумац. У каријери дугој 64 годинe снимио је преко 160 играних филмова и 70 телевизијских остварења. Најпознатији је по сарадњи са режисером Јасуџиром Озуом. Глумио је у 52 од укупно 54 филма колико их је за живота режирао Озу, међу којима се посебно издвајају „Касно пролеће” (1949), „Рано лето” (1951), „Токијска прича” (1953), „Рано пролеће” (1956) „Токијски сумрак” (1957) „Касна јесен” (1960) и „Јесење поподне” (1962). Обично је глумио тихе, ненаметљиве и старије мушкарце чија се човечност разоткрива у сурету са тешкоћама свакодневног живота.

## Биографија

### Детињство и школовање
Рју је рођен у селу Тамамизу, округ Тамана, сеоској области префектуре Кумамото. Његов отац је био будистички свештеник Школе чисте земље. Након завршене основне и средње школе уписао је студије будизма на одсеку Индијска филозофија и етика на Тојо универзитету. Његови родитељи су се надали да ће Рју постати свештеник и тако наставити породичну традицију. Међутим, Рју је напустио будистичке студије 1925. године и уписао школу глуме. Пошто му је отац преминуо, вратио се у своје родно место где је преузео свештенички позив оца, желећи на тај начин да се покори родитељској жељи. Ипак, након пола године, одлучио је да свештенички позив препусти старијем брату, а сам се вратио на студије глуме.

### Каријера
Првих десетак година у својој каријери Рју је глумио искључиво епизодне улоге, неретко сведене на улогу статисте, те се његово име често није спомињало ни на филмским постерима ни на шпицама. Током овог периода, између осталих, тумачио је епизодне улоге и у филмовима режисера Јасуџироа Озуа и то први пут у филму „Младалачи снови” из 1928. Прву већу улогу добио је у Озуовим филму „Школа је лепо место” 1936. а исте године је одиграо и улогу у Озуовом филму „Једини син”, где је, иако је у том тренутку имао 32 године, играо средовечног пропалог професора. Упечатљивост и достојанственост коју је успео да да овом лику, великим делом је предодредила његову даљу каријеру и утемељила препознатљив тип јунака који ће се везивати за његово име - тип тихог, старијег и ненаметљивог мушкарца. Прву главну улогу одиграо је у остварењу „Аогеба тотоши” 1937, док је прву главну улогу у Озуовом филму имао у остварењу „Био је отац” 1942. Тумачио је запажене улоге, и то углавном главне, у готово свим Озуовим остварењима послератног периода међу којима се посебно издвајају „Касно пролеће” (1949), „Рано лето” (1951), „Токијска прича” (1953), „Рано пролеће” (1956) „Токијски сумрак” (1957) „Касна јесен” (1960) и „Јесење поподне” (1962). Рачунајући епизодне улоге са почетка каријере, Рју је глумио у укупно 52 од укупно 54 филмска остварења које је режирао Озу.
И поред тога што је данас најпознатији по улогама у филмовима режисера Јасуџироа Озуа, Чишу Рју је глумио и у стотинак филмова других редитеља. Посебно се издвајају његове улоге у филму „Двадесетчетворо очију” (1954) режисера Кеисука Киношита и улога јапанског премијера Кантароа Сузукија у филму „Најдужи дан Јапана” (1967) режисера Кихачија Окамотоа. Од 1969. до 1993. глумио је мрзовољног али доброћудног будистичког свештеника у серијалу комедија „Није лако бити мушкарац”.

### Приватни живот
Оженио се секретарицом филмског студија 1929. са којом је остао у браку до краја свог живота.

## Одабрана филмографија
| Улоге Чишу Рју |                                     |                                                   |                      |          |
| Година         | Српски назив                        | Изворни назив                                     | Улога                | Напомена |
| 1929.          | Дани младости                       | 学生ロマンス 若き日 (Wakaki hi)                   |                      |          |
| 1930.          | Та ноћна жена                       | その夜の妻 (Sono Yo no Tsuma)                     |                      |          |
| 1932.          | Рођен сам, али...                   | 生れてはみたけれど (Umarete wa mita keredo)       |                      |          |
| 1933.          | Уловљена девојка                    | 常線の女 (Hijōsen no Onna)                        |                      |          |
| 1933.          | Жена из Токија                      | 東京の女 (Tokyo no Onna)                          |                      |          |
| 1933.          | Пролазна привлачност                | 出来ごころ (Dekigokoro)                           |                      |          |
| 1934.          | Прича о пролазној трави             | 浮草物語 (Ukikusa monogatari)                     |                      |          |
| 1935.          | Преноћиште у Токију                 | 東京の宿 (Tōkyō no yado)                          |                      |          |
| 1936.          | Једини син                          | 一人息子 (Hitori musuko)                          |                      |          |
| 1941.          | Браћа и сестре породице Тода        | 戸田家の兄妹 (Toda-ke no kyōdai)                  |                      |          |
| 1942.          | Био је отац                         | 父ありき (Titi ariki)                             |                      |          |
| 1944.          | Војска                              | 陸軍 (Rikugun)                                    |                      |          |
| 1948.          | Кокошка на ветру                    | 風の中の牝鶏 (Kaze no naka no mendori)            |                      |          |
| 1949.          | Касно пролеће                       | 晩春 (Banshun)                                    |                      |          |
| 1950.          | Сестре Мунаката                     | 宗方姉妹 (Munekata Kyōdai)                        |                      |          |
| 1951.          | Рано лето                           | 麦秋 (Bakushū)                                    |                      |          |
| 1951.          | Кармен се враћа кући                | カルメン故郷に帰る (Karumen kokyō ni kaeru)       |                      |          |
| 1952.          | Укус риже са зеленим чајем          | お茶漬けの味 (Ochazuke no aji)                    |                      |          |
| 1953.          | Токијска прича                      | 東京物語 (Tōkyō Monogatari)                       | Шукичи Хирајама      |          |
| 1954.          | Двадесетчетворо очију               | 二十四の瞳 (Nijū-shi no Hitomi)                   |                      |          |
| 1955.          | Била је попут дивље хризантеме      | 野菊の如き君なりき (Nogiku no gotoki kimi nariki) |                      |          |
| 1956.          | Олуја                               | 嵐 (Arashi)                                       |                      |          |
| 1956.          | Рано пролеће                        | 早春 (Sōshun)                                     |                      |          |
| 1957.          | Токијски сумрак                     | 東京暮色 (Tōkyō boshoku)                          | Шукичи Сугијама      |          |
| 1958.          | Човек са рикшом                     | 無法松の一生 (Muhōmatsu no isshō)                 | Шигезо Јуки          |          |
| 1959.          | Добро јутро                         | お早よう (Ohayō)                                  |                      |          |
| 1959.          | Плутајуће траве                     | 浮草 (Ukigusa)                                    |                      |          |
| 1960.          | Касна јесен                         | 秋日和 (Akibiyori)                                |                      |          |
| 1960.          | Зли мирно спавају                   | 悪い奴ほどよく眠る (Warui yatsu hodo yoku nemuru) | јавни тужилац Нонака |          |
| 1961.          | Људско стање III: Војникова молитва | 人間の條件 (Ningen no jōken)                      |                      |          |